# Teixeira Duarte
Teixeira Duarte, S.A.   er et portugisisk konglomerat med hovedkvarter i Lissabon. De er engageret indenfor byggeri, fast ejendom, hoteller & feriecentre, distribution og bilindustri. Der er 11.000 ansatte i 22 lande og i 2019 havde de en omsætning på 877 mio. euros.
Teixeira Duarte, S.A. har været børsnoteret på Euronext Lisbon siden 1998 og flertallet af aktierne indehaves af Duarte-familien.Teixeira Duarte blev etableret i 1921 af Ricardo Esquível Teixeira Duarte.